# Roland Juhász
Roland Juhász (phát âm tiếng Hungary: [ˈrolɒnd ˈjuhaːs]; sinh ngày 1 tháng 7 năm 1983) là một cựu cầu thủ bóng đá chuyên nghiệp người Hungary thi đấu ở vị trí hậu vệ.

## Sự nghiệp

### MTK Budapest
Juhász dành thời gian thi đấu lúc nhỏ ở Tápiószecső và chơi cho câu lạc bộ địa phương Tápiószecső FC. Anh khởi nghiệp chuyên nghiệp tại câu lạc bộ MTK Budapest FC vào năm 1999. Sau khi đá 107 trận tại giải vô địch Hungary và ghi 12 bàn thắng, anh đã thuyết phục huấn luyện viên của đội tuyển bóng đá quốc gia Hungary điền tên vào đội tuyển. Juhasz trở thành nhà vô địch của Hungary ở mùa giải 2002–03 cùng MTK Budapest. Ở cuối mùa giải vô địch Hungary 2004–05, câu lạc bộ RSC Anderlecht của Bỉ đã ký hợp đồng với anh.

### Anderlecht
Juhász đã ký hợp đồng với câu lạc bộ Anderlecht của Bỉ vào ngày 29 tháng 8 năm 2005. Anh có trận ra mắt đội bóng mới ở trận tiếp Chelsea tại UEFA Champions League. Ngày 19 tháng 9 năm 2005, anh bị gãy xương bàn chân, làm cho Anderlecht mất đi sự phục vụ của hậu vệ người Hungary trong nhiều tuần.
Juhász trở thành nhà vô địch bóng đá Bỉ 4 lần cùng câu lạc bộ tại các mùa 2005–06, 2006–07, 2009–10, 2011–12. Năm 2009, anh được bầu là hậu vệ hay nhất giải vô địch Bỉ và cầu thủ hay nhất năm 2009 bởi Liên đoàn bóng đá Hungary.
Năm 2011 Juhász được bầu là cầu thủ bóng đá Hungary hay nhất năm 2011.
Ngày 8 tháng 8 năm 2011, có thông tin cho biết Rangers F.C. của Ally McCoist đã không nhất trí được với Anderlecht về một phi vụ chuyển nhượng Juhász. Anderlecht từ chối mức giá 3 triệu euro mà Rangers đưa ra dù cho mức phí đó tương thích với mức giải phóng hợp đồng của Juhász mà anh nhất trì với đội bóng 12 trước đó. Người đại diện của Juhász cho rằng vụ việc có thể làm hủy hoại sự nghiệp của cầu thủ này.
Ngày 18 tháng 11 năm 2011, Celtic F.C. được cho là đã đưa ra mức giá 2,6 triệu euro cho Juhász, khi huấn luyện viên của Celtic là Neil Lennon cho biết Juhász phù hợp với giá cả. Tuy nhiên thay vào đó Juhász lại gia hạn hợp đồng với Anderlecht đến năm 2014.

### Videoton (mượn)
Ngày 19 tháng 2 năm 2013, anh đạt thỏa thuận với câu lạc bộ Videoton FC của giải vô địch Hungary và tin này được thông báo trên trang chủ của Anderlecht, mặc dù nó không được phía câu lạc bộ Hungary xác nhận cho đến ngày 20 tháng 2 năm 2013. Roland Juhász gia nhập nhà vô địch Hungary mùa giải 2010–11 dưới dạng cho mượn cho đến hết mùa giải 2012–13.

## Sự nghiệp cấp đội tuyển
Juhasz có trận ra mắt tuyển quốc gia vào ngày 25 tháng 5 năm 2004 trong trận giao hữu với Nhật Bản và ghi dấu ấn bằng một bàn thắng. Ngày 7 tháng 9, Hungary khởi đầu chiến dịch Vòng loại Giải vô địch bóng đá thế giới 2014 bằng trận thắng 5–0 tại Andorra, Juhász đã ghi được bàn thắng đầu tiên. Ngày 31 tháng 5 năm 2016, Juhász được lựa chọn vào thành phần tuyển Hungary dự giải vô địch bóng đá châu Âu 2016 tại Pháp.
Ngày 18 tháng 6 năm 2016, Juhász thi đấu trong trận hòa 1–1 với Iceland tại Sân vận động Vélodrome, Marseille. Anh cũng chơi trận cuối của vòng bảng, trận hòa 3–3 với Bồ Đào Nha tại sân Parc Olympique Lyonnais, Lyon vào ngày 22 tháng 6 năm 2016. Juhász announced his retirement from the national team on ngày 5 tháng 7 năm 2016.

## Thống kê sự nghiệp
Tính đến trận đấu ngày 23 tháng 6 năm 2020

### Câu lạc bộ
| Câu lạc bộ         | Mùa                | Giải    | Giải      | Cúp     | Cúp       | Cúp Liên đoàn | Cúp Liên đoàn | Cúp châu Âu | Cúp châu Âu | Tổng cộng | Tổng cộng |
| Câu lạc bộ         | Mùa                | Số trận | Bàn thắng | Số trận | Bàn thắng | Số trận       | Bàn thắng     | Số trận     | Bàn thắng   | Số trận   | Bàn thắng |
| ------------------ | ------------------ | ------- | --------- | ------- | --------- | ------------- | ------------- | ----------- | ----------- | --------- | --------- |
| MTK                | 1999–00            | 2       | 0         | 0       | 0         | –             | –             | –           | –           | 2+        | 0         |
| MTK                | 2000–01            | 7       | 2         | 0       | 0         | –             | –             | ?           | ?           | 7+        | 2         |
| MTK                | 2001–02            | 16      | 2         | ?       | ?         | –             | –             | ?           | ?           | 16+       | 2         |
| MTK                | 2002–03            | 22      | 5         | ?       | ?         | –             | –             | ?           | ?           | 22+       | 5         |
| MTK                | 2003–04            | 27      | 2         | ?       | ?         | –             | –             | 6           | 0           | 33+       | 2         |
| MTK                | 2004–05            | 29      | 1         | ?       | ?         | –             | –             | –           | –           | 29+       | 1         |
| MTK                | 2005–06            | 4       | 0         | 0       | 0         | –             | –             | –           | –           | 4         | 0         |
| MTK                | Tổng cộng          | 107     | 12        | 0       | 0         | –             | –             | 6+          | 0           | 113+      | 12+       |
| Anderlecht         | 2005–06            | 11      | 0         | ?       | ?         | –             | –             | 3           | 0           | 14+       | 0         |
| Anderlecht         | 2006–07            | 23      | 1         | ?       | ?         | –             | –             | 5           | 1           | 28+       | 2         |
| Anderlecht         | 2007–08            | 31      | 0         | ?       | ?         | –             | –             | 11          | 0           | 42+       | 0         |
| Anderlecht         | 2008–09            | 33      | 4         | ?       | ?         | –             | –             | 2           | 0           | 35+       | 4         |
| Anderlecht         | 2009–10            | 38      | 6         | ?       | ?         | –             | –             | 14          | 1           | 52+       | 7         |
| Anderlecht         | 2010–11            | 35      | 5         | 1       | 0         | –             | –             | 12          | 3           | 48        | 8         |
| Anderlecht         | 2011–12            | 36      | 4         | 1       | 1         | –             | –             | 9           | 1           | 46        | 6         |
| Anderlecht         | 2012–13            | 3       | 0         | 1       | 0         | –             | –             | 2           | 0           | 6         | 0         |
| Anderlecht         | Tổng cộng          | 210     | 20        | 3+      | 1+        | –             | –             | 48          | 6           | 271+      | 27+       |
| Videoton           | 2012–13            | 9       | 3         | 4       | 0         | 3             | 0             | –           | –           | 16        | 3         |
| Videoton           | 2013–14            | 19      | 2         | 0       | 0         | 5             | 2             | –           | –           | 24        | 4         |
| Videoton           | 2014–15            | 25      | 5         | 3       | 0         | –             | –             | –           | –           | 28        | 5         |
| Videoton           | 2015–16            | 24      | 2         | 3       | 0         | –             | –             | 4           | 0           | 31        | 2         |
| Videoton           | 2016–17            | 30      | 2         | 1       | 0         | –             | –             | 1           | 0           | 32        | 2         |
| Videoton           | 2017–18            | 29      | 2         | 0       | 0         | –             | –             | 8           | 1           | 37        | 3         |
| Videoton           | 2018–19            | 30      | 4         | 7       | 1         | –             | –             | 13          | 0           | 50        | 5         |
| Videoton           | 2019–20            | 20      | 3         | 4       | 0         | –             | –             | 4           | 1           | 28        | 4         |
| Videoton           | Tổng cộng          | 186     | 23        | 22      | 1         | 8             | 2             | 30          | 2           | 246       | 28        |
| Tổng kết sự nghiệp | Tổng kết sự nghiệp | 503     | 55        | 25+     | 2+        | 8             | 2             | 84+         | 8+          | 620+      | 67+       |

### Cấp đội tuyển
| Tuyển quốc gia | Mùa giải  | Số trận | Số bàn thắng |
| -------------- | --------- | ------- | ------------ |
| Hungary        | 2004      | 10      | 1            |
| Hungary        | 2005      | 6       | 0            |
| Hungary        | 2006      | 6       | 0            |
| Hungary        | 2007      | 10      | 1            |
| Hungary        | 2008      | 10      | 2            |
| Hungary        | 2009      | 8       | 1            |
| Hungary        | 2010      | 9       | 0            |
| Hungary        | 2011      | 10      | 0            |
| Hungary        | 2012      | 7       | 1            |
| Hungary        | 2013      | 2       | 0            |
| Hungary        | 2014      | 7       | 0            |
| Hungary        | 2015      | 5       | 0            |
| Hungary        | 2016      | 5       | 0            |
| Tổng cộng      | Tổng cộng | 95      | 6            |

### Bàn thắng cho đội tuyển
| Juhász – các bàn thắng cho Hungary | Juhász – các bàn thắng cho Hungary | Juhász – các bàn thắng cho Hungary | Juhász – các bàn thắng cho Hungary | Juhász – các bàn thắng cho Hungary | Juhász – các bàn thắng cho Hungary | Juhász – các bàn thắng cho Hungary           |
| #                                  | Ngày                               | Nơi tổ chức                        | Đối thủ                            | Tỉ số                              | Kết quả                            | Giải đấu                                     |
| ---------------------------------- | ---------------------------------- | ---------------------------------- | ---------------------------------- | ---------------------------------- | ---------------------------------- | -------------------------------------------- |
| 1                                  | 25 tháng 4 năm 2004                | Zalaegerszeg                       | Nhật Bản                           | 2–0                                | 3–2                                | Giao hữu                                     |
| 2                                  | 22 tháng 8 năm 2007                | Budapest                           | Ý                                  | 1–1                                | 3–1                                | Giao hữu                                     |
| 3                                  | 24 tháng 5 năm 2008                | Budapest                           | Hy Lạp                             | 2–1                                | 3–2                                | Giao hữu                                     |
| 4                                  | 11 tháng 10 năm 2008               | Budapest                           | Albania                            | 2–0                                | 2–0                                | Vòng loại Giải vô địch bóng đá thế giới 2010 |
| 5                                  | 1 tháng 4 năm 2009                 | Budapest                           | Malta                              | 3–0                                | 3–0                                | Vòng loại Giải vô địch bóng đá thế giới 2010 |
| 6                                  | 7 tháng 9 năm 2012                 | Andorra la Vella                   | Andorra                            | 1–0                                | 5–0                                | Vòng loại Giải vô địch bóng đá thế giới 2014 |

## Danh hiệu
MTK Budapest
- Giải vô địch Hungary:
  - Vô địch: 2002–03
  - Á quân: 1999–00
- Cúp bóng đá Hungary:
  - Vô địch: 1999-00
- Siêu cúp bóng đá Hungary:
  - Vô địch: 2003

R.S.C. Anderlecht
- Giải vô địch Bỉ:
  - Vô địch: 2005–06, 2006–07, 2009–10, 2011–12
  - Á quân: 2007–08, 2008–09
  - Hạng 3: 2010–11
- Cúp bóng đá Bỉ:
  - Vô địch: 2007–08
- Siêu cúp bóng đá Bỉ:
  - Vô địch: 2006, 2007, 2010, 2012
- Trofeo Santiago Bernabéu:
  - Á quân: 2006

Videoton
- Giải vô địch Hungary
  - Vô địch: 2017–18

### Cá nhân
- Cầu thủ bóng đá trẻ Hungary của năm: 2005
- Liên đoàn bóng đá Hungary đã đề cử anh là cầu thủ bóng đá quốc nội của năm: 2008,[17] 2009
- Cầu thủ bóng đá Hungary của năm: 2009
- Hậu vệ xuất sắc nhất tại giải vô địch Bỉ: 2009